# Cédric Leite
Pas d'image ? Cliquez ici

a Compétitions nationales et continentales officielles uniquement.

Dernière mise à jour le 13 novembre 2021.
Cédric Leite, né le 17 décembre 1977, est un ancien joueur de rugby à XV français qui évolue au poste de centre.

## Biographie
Né et formé à Brive où il devient champion de France Crabos en 1996, il évolue au sein de l'équipe professionnelle du CA Brive de 1997 à 2006 avant de partir pour Lyon ou il reste jusqu'en 2011. Alors âgé de 34 ans, il décide de rentrer dans sa région et de porter les couleurs du SC Tulle engagé en Fédérale 2 où il se blesse en début d'année 2013.

## Carrière

### Joueur
- 1997-2006 : CA Brive
- 2006-2011 : Lyon OU
- 2011-2014 : SC Tulle (Fédérale 2)[4]
- 2014-? : RC Bretenoux-Biars-Vayrac[5]

### Entraîneur
- ?-2018 : RC Bretenoux-Biars-Vayrac
- 2018- : Rugby Causse Vézère